# 아날로그 텔레비전

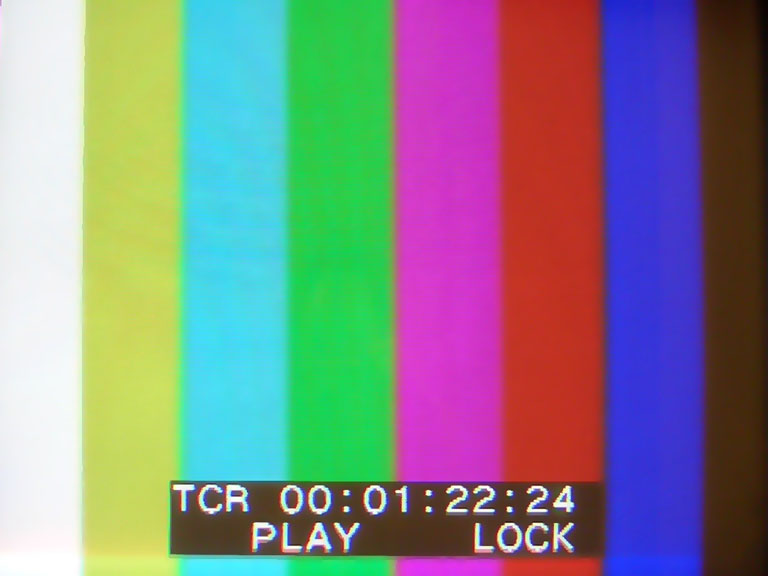
아날로그 텔레비전의 대기 화면.

아날로그 텔레비전(Analog television)은 수신된 아날로그 신호의 주파수와 진폭을 복조하여 텔레비전의 영상과 음성 정보를 표시하는 장치를 말한다. 디지털 텔레비전이 나오기 이전의 모든 텔레비전은 아날로그 텔레비전이었다.

## 전 세계 각 국의 아날로그 방송 중단 고지

### 북아메리카
- 미국의 경우 이미 2005년 7월부터 모든 텔레비전에 디지털 튜너 내장을 의무화하고 있으며 2006년 12월에 아날로그 방송을 종료하고자 했으나 보급 지연의 이유로 2009년 2월로 연기 되었다가 오바마 정부는 한차례 더 연기해 2009년 6월 12일에 아날로그 방송을 중단하는 법률이 제정되었다. 이날 최종 종료됐다.

### 유라시아

#### 유럽국가
- 영국의 경우 2008년부터 아날로그 방송이 중단되기 시작하여 2012년에 완료되었다. BBC 방송국은 시청자들이 디지털 텔레비전을 구입하도록 하기 위하여 지상파 방송 채널에서 디지털로 제작된 프로그램을 방송하고 있다. 2012년에 개최된 런던 올림픽에서는 영국 전역에서 벌어지는 경기들이 디지털로 생중계 되었다.

#### 동아시아국가
- 일본의 경우 2003년 12월부터 디지털로 제작된 HD급 고화질 프로그램을 방송하고 있다. 또한 아날로그 방송 종료일까지 시청자가 아날로그 방송 종료일 임박을 인지할 수 있도록 NHK와 민방 채널에서 방송 화면과 함께 ‘아날로그(アナログ)’라는 자막이 표시되었으며[1], 2006년 말까지 디지털 방식의 HD급 고화질 방송을 전국적으로 완성되고서 2011년 7월 24일에 아날로그 방송이 종료되고 디지털 방송으로 전환되었다.

- 대한민국에서는 2006년 7월, KBS를 비롯한 MBC, SBS 등 지상파 3사의 HD급 디지털 TV방송 전국화가 된 이후에 2008년 2월에는 디지털방송 콜센터, 디지털방송 시청자 지원센터가 개소했다. 2010년 1월 1일부로 LG전자와 삼성전자 등 국내 가전사의 아날로그 텔레비전 수상기의 생산이 종료되었으며, 텔레비전의 아날로그 신호 전송은 디지털 텔레비전의 보급률이 95% 에 이를 경우에 디지털 전환을 완료한다는 목표로 지역별로 디지털 전환을 실시하여 수도권 지역을 마지막으로 2012년 12월 31일 오전 4시에 완전 종료되었다.

### 오세아니아
오스트레일리아의 경우 2010년 시작해 2013년 12월 3일 완전히 아날로그 방송이 종료되었다.

## 방송 시스템
현재 사용되는 아날로그 방송 시스템들은 아래와 같다.
- NTSC
- PAL
- SECAM

## 동기화
영상 신호에 동기 펄스를 모든 주사선과 비디오 프레임 끝에 추가함으로써 수신기의 스위프 발진기가 전송된 신호에 그대로 남아있게 함으로써 영상이 수신기 화면에서 재구성될 수 있게 한다.

### 수평 동기화
수평 동기화(horizontal synchronization, horizontal sync, HSync)는 주사선을 분리시킨다. 수평 동기 신호는 단순한 짧은 펄스의 하나로서, 모든 주사선의 시작점을 지시한다. 주사선의 나머지가 다음 수평 또는 수직 동기 펄스가 올 때까지 잇따르며 그 신호 범위는 0.3 V(흑) ~ 1 V(백) 사이이다.

### 수직 동기화
수직 동기화(vertical synchronization, vertical sync, VSync)는 비디오 필드를 분리시킨다. PAL과 NTSC에서 수직 동기 펄스는 수직 귀선 기간 내에서 발생한다. 수직 동기 펄스는 거의 모든 길이의 주사선을 통해 HSYNC 펄스의 길이를 연장함으로써 만들어진다.

## 같이 보기
- 디지털 표준 텔레비전